# Pristavo
Pristavo – wieś w Słowenii, w gminie Brda. W 2018 roku liczyła 11 mieszkańców.